# کلاه‌پارچه‌ای لیمویی
کلاه‌پارچه‌ای لیمویی (نام علمی: Mycena citricolor) نام یک گونه از سرده کلاه‌پارچه‌ای‌ها است.